# Agrostis muelleriana
Agrostis muelleriana är en gräsart som beskrevs av Joyce Winifred Vickery. Agrostis muelleriana ingår i släktet ven, och familjen gräs. Inga underarter finns listade i Catalogue of Life.